# 에스타디오 무니시팔 데 리나레호스
에스타디오 무니시팔 데 리나레호스(스페인어: Estadio Municipal de Linarejos)는 스페인 안달루시아주 하엔도 리나레스에 위치한 경기장이다. 주로 축구 경기에 사용되고 있으며, 리나레스 데포르티보의 홈구장이었다. 10,000명의 인원을 수용 가능하다.